# محمد عزیزالله المظهری الحنفی
شیخ محمد عزیزالله المظهری الحنفی عالم اسلامی اهل افغانستان است. وی در سال ۲۰۲۱ به حیث رئیس محکمه تمیز افغانستان انتخاب شده‌است. همچنین وی برای تصدی منصب قاضی‌القضات افغانستان نیز نامزد شده بود که سرانجام عبدالحکیم اسحاقزی به این منصب نائل آمد.